# Solanum oocarpum
Solanum oocarpum är en potatisväxtart som beskrevs av Otto Sendtner. Solanum oocarpum ingår i släktet skattor som ingår i familjen potatisväxter. Inga underarter finns listade i Catalogue of Life.